# Diospyros tessellaria
Diospyros tessellaria är en tvåhjärtbladig växtart som beskrevs av Philibert Commerson och Jean Louis Marie Poiret. Diospyros tessellaria ingår i släktet Diospyros och familjen Ebenaceae. Inga underarter finns listade i Catalogue of Life.

## Bildgalleri

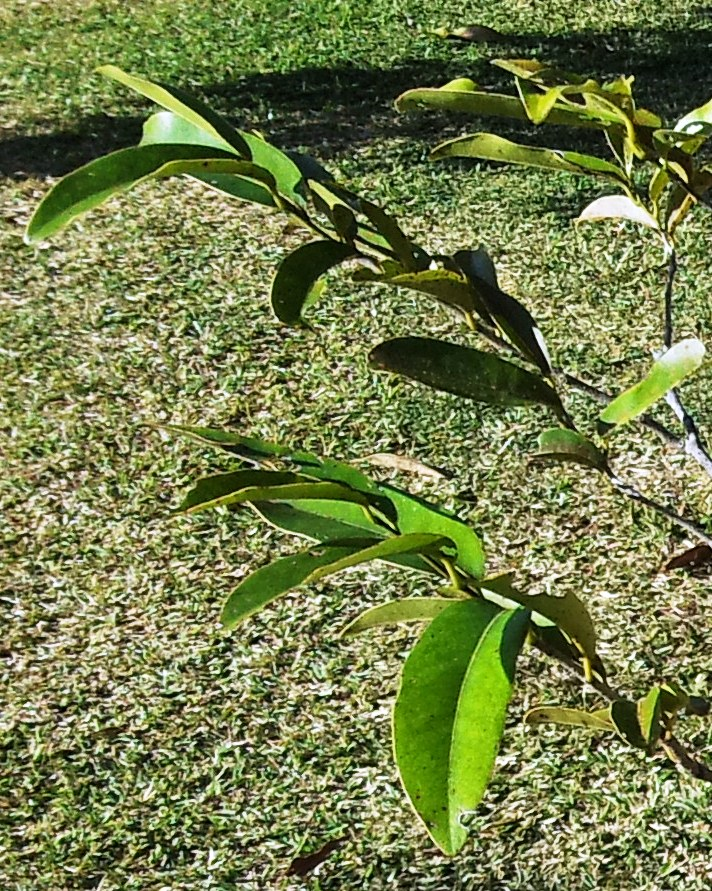
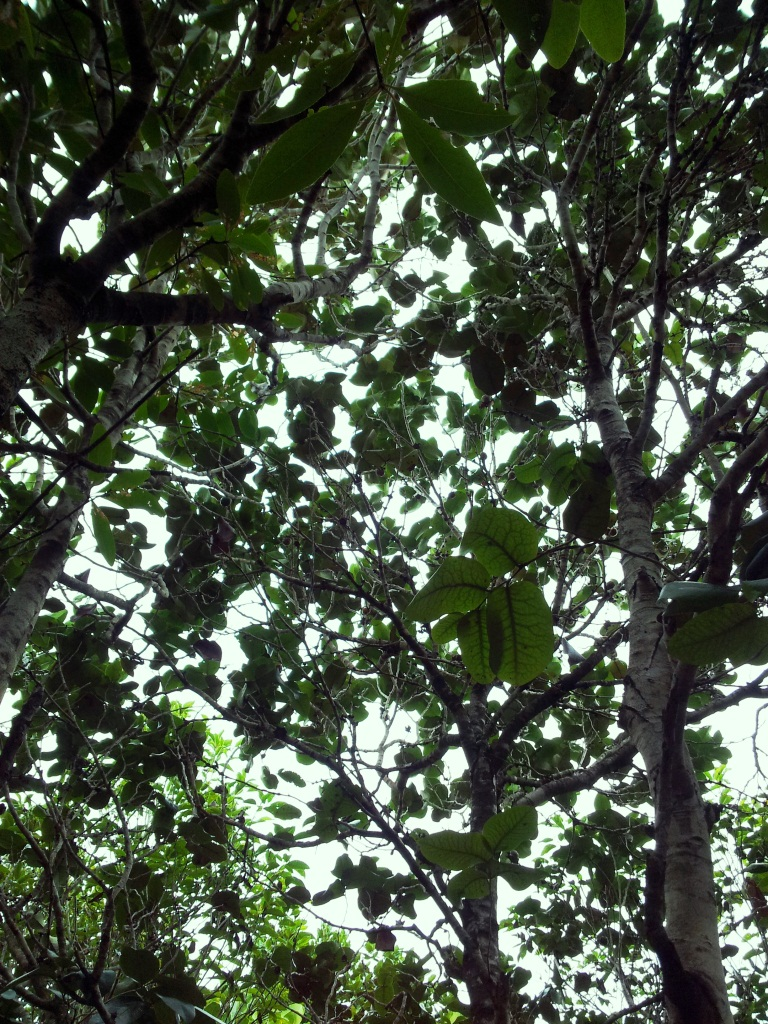
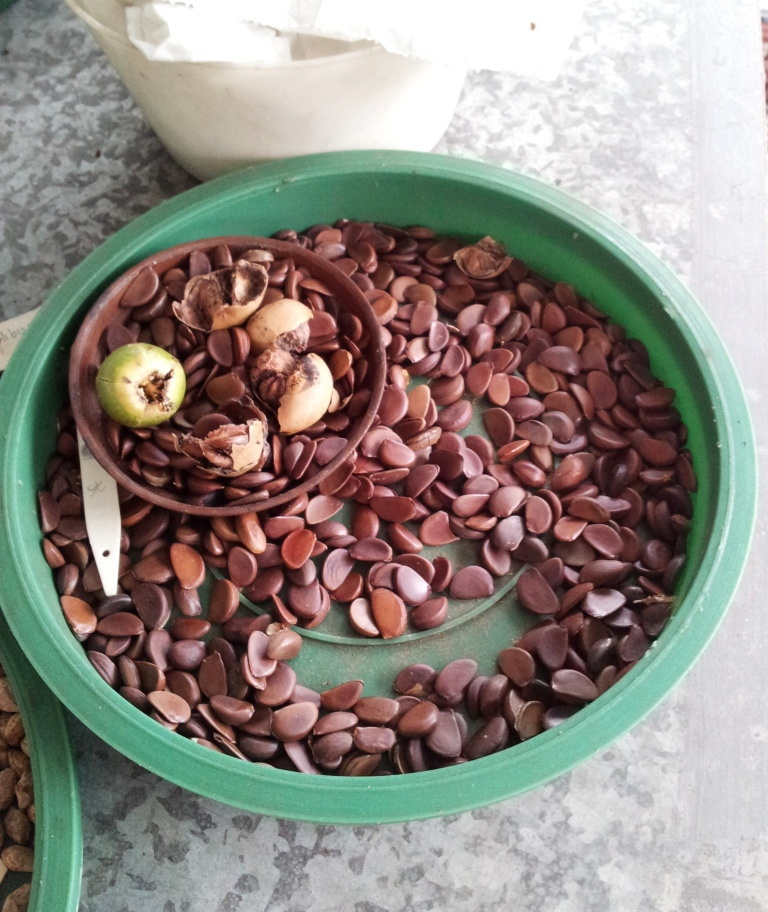
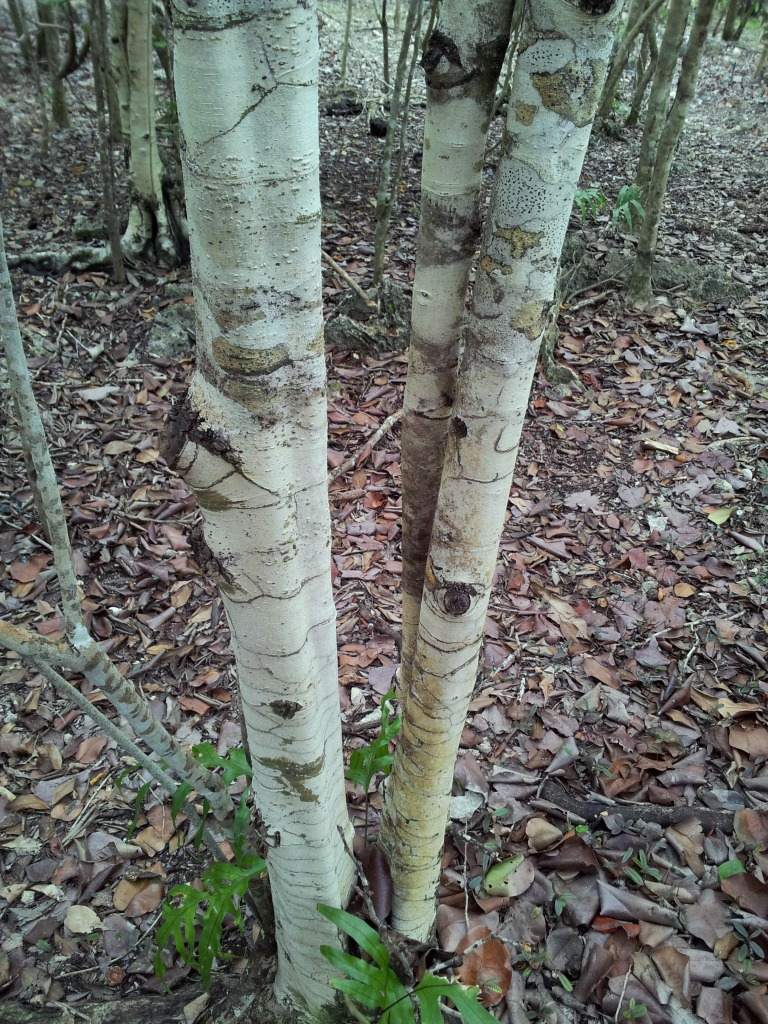
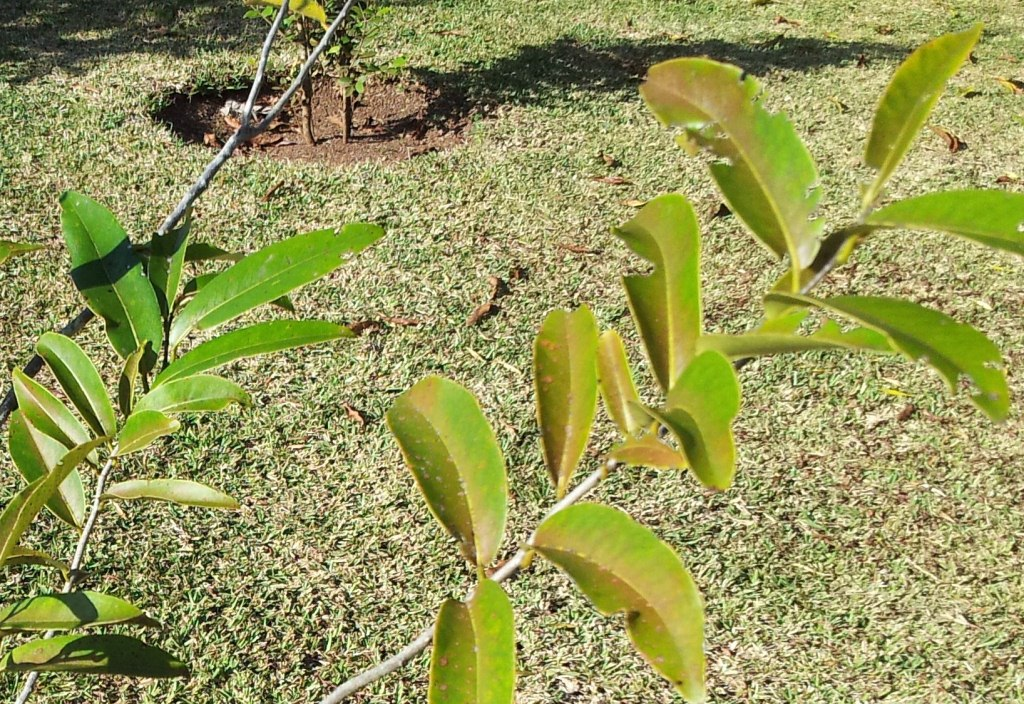
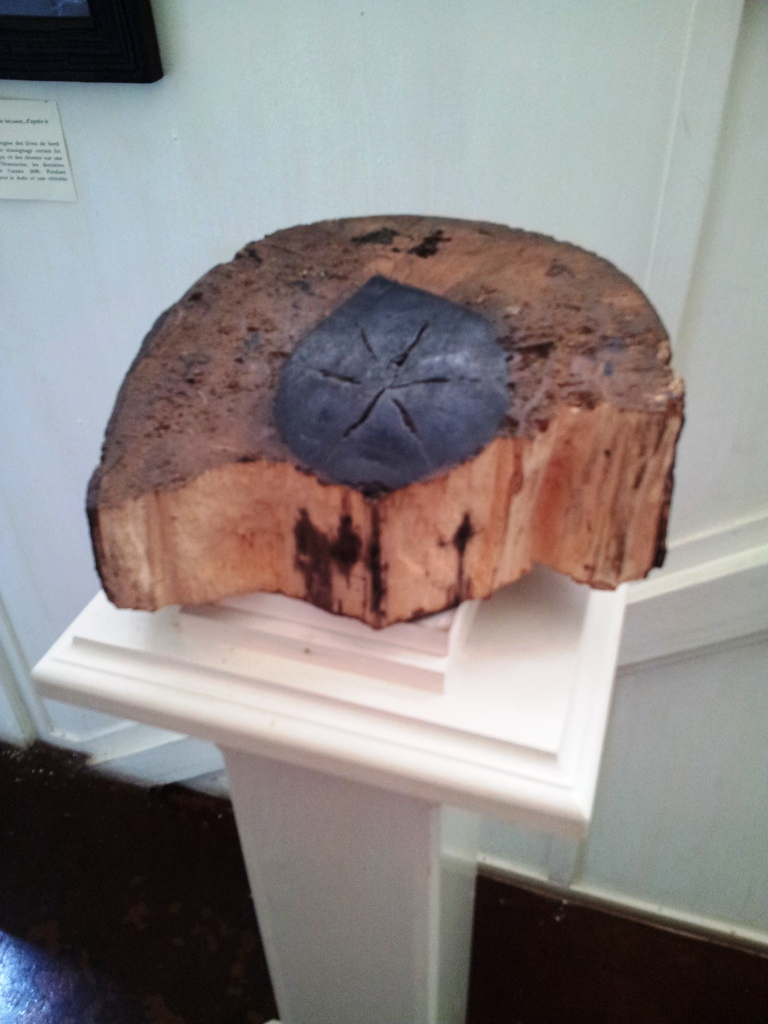